# Centeterichneumon denticoxatus
Centeterichneumon denticoxatus är en stekelart som beskrevs av Heinrich 1938. Centeterichneumon denticoxatus ingår i släktet Centeterichneumon och familjen brokparasitsteklar. Utöver nominatformen finns också underarten C. d. obscutatus.